# Émile Billiet
 (octobre 2023).
Si vous disposez d'ouvrages ou d'articles de référence ou si vous connaissez des sites web de qualité traitant du thème abordé ici, merci de compléter l'article en donnant les références utiles à sa vérifiabilité et en les liant à la section « Notes et références ».
Pour les articles homonymes, voir Billiet.
Émile Henri Billiet, né le 27 septembre 1845 à Poucques et mort le 27 août 1922 à Ruiselede, est un homme politique catholique belge. 
Il fut élu conseiller communal de Ruiselede (1904) et échevin (1913); sénateur de l'arrondissement de Roulers-Tielt (1919-21).